# Sportclub Feyenoord
Cet article concerne le club de football amateur issu en 1978 du Feyenoord Rotterdam. Pour le club originel, voir Feyenoord Rotterdam.
Maillots
Le Sportclub Feyenoord est un club de football néerlandais originaire du sud de Rotterdam. Il tire son origine du Feyenoord Rotterdam, dont il est issu en 1978.
Les équipes du club jouent leurs matchs à domicile au Sportcomplex Varkenoord depuis 1978, complexe sportif où les équipes amateurs du Feyenoord Rotterdam jouaient déjà depuis 1949 avant la scission du club en deux entités différentes.

## Histoire

### Séparation entre amateurs et pros
Le Sportclub Feyenoord tire son origine du Feyenoord Rotterdam, fondé en 1908. Bien que le Sportclub revendique aussi l'héritage des 70 premières années du Feyenoord Rotterdam, puisqu'il est la continuité de celui-ci en tant qu'association, l'histoire propre de ce club débute en 1978.
Le Feyenoord Rotterdam d'avant 1978 est un club comprenant de nombreux membres et composé de plusieurs équipes amateurs qui évoluent à différents échelons du football néerlandais. À partir du 1er juillet 1978, la KNVB impose une scission totale entre football professionnel et amateur. Les clubs professionnels se scindent donc en deux : entre l'entité professionnelle et les équipes amateurs évoluant dans les divisions inférieures, qui continuent donc d'exister au sein d'une structure club totalement indépendante.

### Succès dans le football du dimanche
Sportclub est sacré champion de 3e division des Pays-Bas à l'issue de la saison 1995-1996. L'équipe remporte le groupe A de Hoofdklasse, le championnat se disputant le dimanche,.
La saison suivante l'équipe participe à la coupe des Pays-Bas et y enchaîne les bons résultats. Lors du dernier match de la phase de groupe, l'équipe affronte le FC Utrecht au Stadion Galgenwaard. Utrecht avait perdu face à la réserve du Sparta Rotterdam, qui était aussi dans ce groupe. Pour s'excuser auprès de ses supporters de cette déconvenue, les 6 000 spectateurs peuvent assister gratuitement au match, mais Sportclub défait Utrecht 3 à 2 et se qualifie pour le tour suivant. Le score était de 3-0 à la mi-temps, grâce à un doublé de Richard van Schijndel et un but de Jacco van Zanen. Au tour suivant qui constitue les 16e de finale, l'équipe est éliminée par le FC Volendam.
L'équipe fanion est reléguée de Hoofdklasse en 2000 et enchaîne pendant plusieurs saisons les mauvaises performances sportives avant de remonter en Hoofdklasse en 2009, qui devient le 4e échelon national lors de la saison 2010-2011 en raison de l'instauration d'une nouvelle division entre la Hoofdklasse et la Eerste Divisie.

### Nouveau départ dans le football du samedi
En novembre 2012, il est décidé lors de l'assemblée générale d'arrêter le football du dimanche pour l'équipe première et de l'inscrire dans les championnats se jouant le samedi. Une décision motivée par le fait que le club professionnel, qui joue majoritairement le dimanche, éclipse le Sportclub et l'empêche de disposer de nombreux spectateurs lors de ses matchs. À partir de la saison 2013-2014, l'équipe commence à évoluer dans les divisions inférieures du football du samedi, avec comme objectif de remonter en Hoofdklasse dans les cinq années.
À l'issue de la saison 2017-2018, le club est à nouveau promu en Hoofdklasse. Mais il s'agit alors du 5e échelon du football néerlandais en raison d'une restructuration des divisions datant de 2016. Le match de la montée est l'occasion d'une grande fête où les supporters de Feyenoord se mobilisent pour déployer un tifo, le changement de division ayant effectivement permis de fédérer un public fidèle suivant l'équipe à domicile et à l'extérieur.

## Palmarès
- Championnat des Pays-Bas de D3 du dimanche (1) :
  - Champion du groupe A en 1996.

## Relations entre Feyenoord et Sportclub
Lors de la séparation des deux clubs, le Sportclub hérite de plusieurs choses appartenant au Feyenoord Rotterdam, comme les actions du stade Feijenoord. Le Feyenoord Rotterdam devenant alors « locataire » du stade auprès du Sportclub.
En 1995, le Feyenoord Rotterdam négocie un contrat de sponsoring maillot avec l'équipementier Reebok. Habituellement les deux clubs collaborent avec les mêmes sponsors maillots, mais cette fois le Sportclub négocie de son côté une prolongation de contrat avec Adidas, ce qui est une des raisons entraînant l'annulation du contrat de Reebok avec le Feyenoord Rotterdam.
En décembre 2006, la commission dirigée par Kerkum, qui initie des réformes au sein de l'organisation du Feyenoord Rotterdam, entraîne aussi des restructurations dans les liens qui unissent Feyenoord Rotterdam et Sportclub Feyenoord. Avec cette nouvelle restructuration, le Sportclub obtient un siège au sein de la direction du Feyenoord Rotterdam ce qui ressert les liens entre les deux clubs.
En octobre 2019, le club cède ses actions du stade Feijenoord à une nouvelle structure chapeautée par le Feyenoord Rotterdam, pour faciliter ce dernier à finaliser son projet de construction d'un nouveau stade.
En janvier 2020, Willem van Hanegem remet le trophée portant son nom, qui récompense l'engagement d'une personne auprès de Feyenoord, à la manager du Sportclub, Peggy Calicher, pour son investissement dans le Sportcomplex Varkenoord, que le Feyenoord Rotterdam utilise notamment pour ses équipes jeunes.

## Infrastructures
Toutes les équipes du Sportclub Feyenoord s'entraînent et jouent leurs matchs à domicile au sein du Sportcomplex Varkenoord. Un complexe qui accueille des clubs de football depuis le début des années 1940 et où Feyenoord déménage toutes ses équipes, dont les équipes amateurs, en septembre 1949.

## Section baseball
Lorsque le club se sépare de Feyenoord en 1978, il hérite aussi de la section baseball du club. Cette section de baseball avait été fondée une première fois en 1950, puis relancée en 1954. Les équipes de baseball restent au sein du Sportclub jusqu'au 4 octobre 1983, date à laquelle la section fait scission pour se constituer en club de baseball et de softball totalement indépendant. Ce nouveau club fusionne ensuite en 1998 avec la section baseball du Sparta et devient le Sparta/Feyenoord.

## Annexe